# Halowe Mistrzostwa Europy w Lekkoatletyce 1988 – skok w dal kobiet
Skok w dal kobiet – jedna z konkurencji technicznych rozgrywanych podczas halowych lekkoatletycznych mistrzostw Europy w  hali Sport Csárnok w Budapeszcie. Rozegrano od razu finał 5 marca 1988. Zwyciężyła reprezentantka Niemieckiej Republiki Demokratycznej Heike Drechsler, która tym samym obroniła tytuł zdobyty na poprzednich mistrzostwach.

## Rezultaty

### Finał
Opracowano na podstawie materiału źródłowego.
| Miejsce | Zawodniczka         | Wynik | Uwagi |
| ------- | ------------------- | ----- | ----- |
| 1       | Heike Drechsler     | 7,30  | CR    |
| 2       | Galina Czistiakowa  | 7,24  |       |
| 3       | Jolanta Bartczak    | 6,62  |       |
| 4       | Antonella Capriotti | 6,58  |       |
| 5       | Ołena Kokonowa      | 6,55  |       |
| 6       | Ringa Ropo          | 6,54  |       |
| 7       | Sofija Bożanowa     | 6,51  |       |
| 8       | Siłwija Christowa   | 6,50  |       |
| 9       | Edine van Heezik    | 6,44  |       |
| 10      | Marieta Ilcu        | 6,37  |       |
| 11      | Lene Demsitz        | 6,23  |       |
| 12      | Sandra Myers        | 6,12  |       |
| 13      | Erika Senczi        | 5,98  |       |
| 14      | Zsuzsa Vanyek       | 5,88  |       |
| –       | Eva Murková         | NM    |       |